# Kiełkowice
Kiełkowice – wieś w Polsce położona w województwie śląskim, w powiecie zawierciańskim na terenie Jury Krakowsko-Częstochowskiej, w gminie Ogrodzieniec. W latach 1975–1998 miejscowość administracyjnie należała do województwa katowickiego.

## Położenie
Kiełkowice leżą około 6 km na północny wschód od Ogrodzieńca, 12 km na wschód od Zawiercie i 49 km na północny wschód od Katowic. Miejscowość graniczy od zachodu z Karlinem – dzielnicą Zawiercia, od północy z Kroczycami, od wschodu z Mokrusem, Giebłem i Giebło-Kolonia, a od południa z Podzamczem.
Miejscowość jest położona przy drodze północ-południe. Dzieli się na część południową, nazywaną Nowymi Kiełkowicami i północną mającą bardziej rozległą zabudowę – Stare Kiełkowice. W Kiełkowicach przeważa zabudowa gospodarstw rolnych, niska i jednorodzinna. Znajdują się tu 183 budynki (stan na luty 2004) oraz 149 gospodarstw rolnych (stan na wrzesień 2008).

## Turystyka
We wsi znajduje się ferma strusi afrykańskich, wioska indiańska oraz kilka gospodarstw agroturystycznych.
Miejscem pamięci jest pomnik ku czci członków Ruchu Oporu poległych w czasie II wojny światowej.